# Arnold Kowalewski

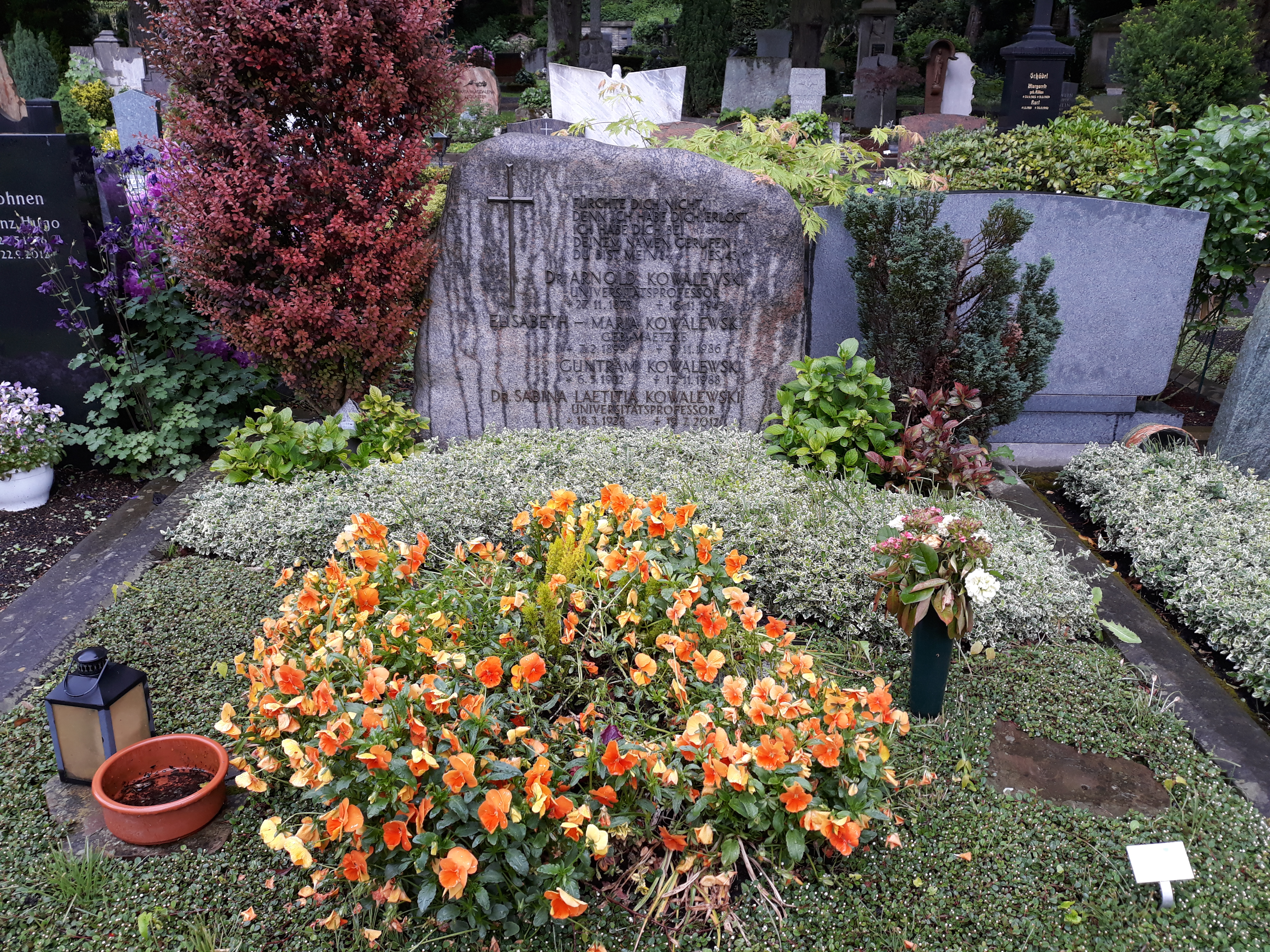
Das Grab von Arnold Kowalewski im Familiengrab auf dem Burgfriedhof Bad Godesberg in Bonn

Arnold Christian Felix Kowalewski (* 27. November 1873 in Sallewen, Landkreis Osterode in Ostpreußen; † 1945 in Kirchhain-Doberlug) war ein außerordentlicher Professor für Philosophie in Königsberg.

## Leben
Kowalewskis Eltern waren der Lehrer und Preußische Schulrat Leonhard Julius Kowalewski († 1929) und Maria, geb. Pommerening († 1926). Sein Bruder war der Mathematiker Gerhard Kowalewski. Nach dem Besuch des Gymnasiums in Graudenz studierte er Philosophie, Physik, Mathematik und Philologie in Jena, Berlin, Königsberg und Greifswald. Im Jahr 1897 promovierte er bei Günther Thiele (1841–1910) mit dem Thema Kritische Analyse von Arthur Colliers Clavis universalis. Im folgenden Jahr ging Kowalewski nach Leipzig zu Wilhelm Wundt zum Studium der experimentellen Psychologie. Hierauf verfasste er als Kritik am Neukantianismus die Schrift Prodomos einer Kritik der erkenntnistheoretischen Vernunft, die die Grundlage seiner Habilitation 1899 in Königsberg bildete. In der Folge versuchte er die Metaphysik Arthur Schopenhauers experimentalpsychologisch zu begründen. Im Laufe der Zeit entwickelte er eine kritische Position zu Schopenhauer und näherte sich dem Fiktionalismus von Hans Vaihinger. Im Jahr 1906 hatte er eine Lehrstuhlvertretung in Breslau.
Kowalewski war Teilnehmer des Ersten Weltkrieges. Nach dem Krieg wurde er Mitglied der Freikonservativen Partei. Im Jahr 1920 erhielt Kowalewski einen Lehrauftrag für Religionsphilosophie, mit der er sich in der Folgezeit verstärkt befasste. Als Themen traten dabei Fragen der Ethik und der sozialen Lage in den Vordergrund. 1921 wurde er zum nichtbeamteten ao. Professor ernannt. Daneben war er zeitweise Vorsitzender des Königsberger Ortsvereins der von Vaihinger begründeten Kant-Gesellschaft und trug mit kleineren philologischen Arbeiten zur Kantforschung bei, darunter 1924 die Veröffentlichung der neu aufgefundenen Kolleghefte des Grafen Heinrich zu Dohna-Wundlacken. Darüber hinaus befasste er sich mit Kombinatorik und Farbordnungssystemen.
Kowalewski wurde zum 1. Juni 1933 Mitglied im Nationalsozialistischen Lehrerbund (Mitgl. Nr. 241.500), aus dem er am 15. Mai 1939 wieder austrat. Ab 1933 gehörte er zudem dem Bund Deutscher Osten an. 1934 erhielt er auf Betreiben Vaihingers einen Lehrauftrag für ostpreußische Geistesgeschichte. Seine Lehrtätigkeit setzte er auch nach Erreichen der Altersgrenze bis kurz vor Ende des Zweiten Weltkrieges fort. Anfang 1945 war Kowalewski mit seiner Familie vor der russischen Besetzung Königsbergs zu Freunden nach Kirchhain-Doberlug ausgewichen.
Ein Teil der Bibliothek Kowalewskis wird am Deutschen Literaturarchiv Marbach aufbewahrt. Ein weiterer Teil befindet sich im Kant-Archiv der Universität Marburg.

## Schriften
- Kritische Analyse von Arthur Colliers Clavis universalis, 1897.
- Prodomos einer Kritik der erkenntnistheoretischen Vernunft, 1898
- Studien zur Psychologie des Pessimismus, 1904
- Moltke als Philosoph, 1905
- Arthur Schopenhauer und seine Weltanschauung, 1908
- Ansätze zum Fiktionalismus bei Schopenhauer, 1919
- Die philosophischen Hauptvorlesungen Immanuel Kants. Nach den aufgefundenen Kollegheften des Grafen Heinrich zu Dohna-Wundlacken, 1924
- Harmonie der sittlichen Werte, 1930
- Was ich Schopenhauer verdanke. In: Jahrbuch der Schopenhauer-Gesellschaft. Band 25, 1938, S. 42–60

postum
- Begriff und Bedeutung der immanenten Philosophie. Antrittsvorlesung an der Albertus-Universität zu Königsberg gehalten am 6. März 1899. Hrsg. von Sabina Laetitia Kowalewski, Angela Hackbarth, St. Georgen/Schwarzwald 1998
- Philosophische Aufsätze. Rudolf Euckens Schopenhauer-Auffassung. Über den Wert des Schopenhauerschen Systems. Hrsg. von Sabina Laetitia Kowalewski, Angela Hackbarth, St. Georgen/Schwarzwald 1998
- Die Bedeutung der Kantischen Philosophie. Hrsg. von Sabina Laetitia Kowalewski, Angela Hackbarth, St. Georgen/Schwarzwald 1998
- Spenglers Kantkritik. Hrsg. von Sabina Laetitia Kowalewski, Angela Hackbarth, St. Georgen/Schwarzwald 1998
- Königsberger Vorlesungen 1925–1927. Hrsg. von Sabina Laetitia Kowalewski, Olms, Hildesheim 1999